# Senza peccato
Senza peccato è un mediometraggio muto italiano del 1916 diretto da Alfredo Robert.